# Aucklandi Középiskola
Az Aucklandi Középiskola (angol neve: Auckland Grammar School) Auckland (Új-Zéland) egyetlen állami fiúgimáziuma. A tanulók 9-13 éves korukig tanulnak itt. Az iskolának korlátozott számú bentlakója is van, akik az iskolaépülettel szemben lévő Tibbs' House kollégiumban laknak. Az iskola az egyik legnagyobb új-zélandi iskolák egyike, 1850-ben alapították.